# Jürgen Kocka
Jürgen Kocka, né le 19 avril 1941 à  Haindorf, Troisième Reich (aujourd'hui Hejnice, dans l'actuelle région de Liberec en République tchèque), est un historien allemand, professeur à l'université libre de Berlin. Il est une figure de proue de l’histoire sociale traditionnelle (École de Bielefeld).

## Biographie
Il a réalisé des études consacrées à l’histoire des employés dans les grandes entreprises allemandes et américaines au XXe siècle, et a fait des recherches sur l’histoire des bourgeoisies européennes.
S'inspirant des méthodes de Labrousse, il est partisan d’une histoire structurelle pour analyser les processus sociaux englobants de la société allemande à partir des concepts de modernisation, d’industrialisation, de constitution de l’État moderne.
Il participa à la querelle des historiens allemands de la fin des années 1980 dans le camp des "intellectuels de gauche" (c'est-à-dire aux côtés d'Habermas, contre Nolte) et avança à cette occasion la théorie du Sonderweg qui expliquerait l’originalité de l’évolution de l’Allemagne, avec notamment la question du nazisme et de son développement.
Il a reçu le prix Gottfried Wilhelm Leibniz en 1992 et le prix international Holberg en 2011.

## Œuvres
traduites en français
- Histoire du capitalisme (taduit de l'allemand par Isabelle Kalinowski), Genève, Markus Haller, 2017, 196 p.
- (trad. de l'allemand par Gérard Gabert ; texte français établi avec la collab. de Françoise Laroche), Les employés en Allemagne, 1850-1980, Paris, Éd. de l'École des hautes études en sciences sociales, coll. « Recherches d'histoire et de sciences sociales », 1989, 220 p.  (ISBN 2-7132-0914-5)
- Youssef Cassis, Waclaw Dlugoborski, Ute Frevert, et al. (sous la dir. de Jürgen Kocka ; trad. de l'allemand par Dominique Tassel et de l'anglais par Jean-Pierre Bardos), Les bourgeoisies européennes au XIXe siècle, Paris, Belin, coll. « Socio-histoires », 1997, 415 p.  (ISBN 2-7011-1737-2)